# Paudex
Paudex − miejscowość i gmina (commune) w zachodniej Szwajcarii, w kantonie Vaud, w okręgu (district) Lavaux-Oron. Leży nad Jeziorem Genewskim.

## Demografia
W Paudexie mieszka 1550 osób. W 2021 roku 33,4% populacji gminy stanowiły osoby urodzone poza Szwajcarią.

## Transport
Przez teren gminy przebiegają drogi główne nr 9 i nr 138.